# Liste der portugiesischen Botschafter in der Schweiz
Die Liste der portugiesischen Botschafter in der Schweiz listet die Botschafter der Republik Portugal in der Schweiz auf. Die beiden Staaten unterhalten seit 1815 diplomatische Beziehungen. 1855 richtete Portugal ein Konsulat in Genf als erste diplomatische Vertretung Portugals ein. 1872 wurde in Bern mit einer diplomatischen Legation die erste portugiesische Botschaft in der Schweiz bezogen. 1959 wurde sie zur vollen Botschaft erhoben.
Neben der Botschaft unterhält Portugal heute zwei Generalkonsulate in Genf und Zürich und zwei konsularische Büros in Lugano und Sitten.
Der portugiesische Botschafter in Bern ist auch als portugiesischer Botschafter in Liechtenstein akkreditiert.

## Missionschefs
| Name                                                                | Bild     | Amtszeit                               | Anmerkungen                                                                                        |
| Portugal                                                            | Portugal | Portugal                               | Portugal                                                                                           |
| ------------------------------------------------------------------- | -------- | -------------------------------------- | -------------------------------------------------------------------------------------------------- |
| Júlio Augusto Ferreira (Visconde de St. Isabel)                     |          | 5. November 1872 – 26. Mai 1874        | erster portugiesischer Diplomat in Bern; bereits seit dem 1. Oktober 1872 Chef der Legation        |
| Conde das Alcaçovas                                                 |          | ? – April 1875                         | |
| Conde de São Miguel                                                 |          | 30. September 1881 – 10. November 1881 | bereits seit dem 30. September 1881 Chef der Legation                                              |
| Alfredo Ferreira dos Anjos (Conde de Fontalva)                      |          | 28. April 1887 – 22. Dezember 1890     | bereits seit dem 28. April 1887 Chef der Legation                                                  |
| Henrique O’Connor Martins                                           |          | ? – 1. März 1891                       | |
| Duarte Gustavo Nogueira Soares                                      |          | 16. März 1891 – 24. September 1900     | bereits seit dem 4. Dezember 1890 Chef der Legation                                                |
| Eduardo Moreira Marques                                             |          | ? – 11. August 1902                    | |
| Alberto de Oliveira                                                 |          | 12. August 1902 – 9. Juni 1911         | zweite Akkreditierung 9. Juni 1905; bereits seit dem 24. Dezember 1901 Chef der Legation           |
| Portugal                                                            |          |                                        | |
| Abílio de Guerra Junqueiro                                          |          | 12. Juni 1911 – 9. Mai 1914            | bereits seit dem 22. November 1910 Chef der Legation                                               |
| António Carlos de Sous dos Santos Bandeira                          |          | 29. August 1914 – 1916                 | bereits seit dem 9. Mai 1914 Chef der Legation                                                     |
| António Maria Bartolomeu Ferreira                                   |          | 4. November 1916 – 1928                | bereits seit dem 24. April 1916 Chef der Legation                                                  |
| Vasco Francisco Caetano de Quevedo                                  |          | 1928 – August 1933                     | seit dem 26. Juli 1928 Chef der Legation, Akkreditierung später                                    |
| José Caetano Lôbo de Ávila da Silva Lima                            |          | 5. September 1933 – 1. Februar 1935    | bereits seit dem 25. Juli 1933 Chef der Legation                                                   |
| José Jorge Rodrigues dos Santos                                     |          | 19. Februar 1935 – 25. März 1945       | bereits seit dem 17. Januar 1935 Chef der Legation                                                 |
| Francisco de Assis Maria de Oliveira de Almeida Calheiros e Meneses |          | 12. April 1945 – 27. Mai 1946          | |
| Manuel Joaquim dos Santos Silva Machado                             |          | 1946 – 1947                            | vorübergehend geschäftsführender Botschafter bis 12. Januar 1947                                   |
| César de Sousa Mendes do Amaral e Abranches                         |          | 22. Januar 1947 – 12. März 1949        | am 12. März 1949 entlassen und zurückbeordert                                                      |
| Gonçalo Luis Maravilhas Correia Caldeira Coelho                     |          | 1949 – 1950                            | vorübergehend geschäftsführender Botschafter bis 13. Februar 1950                                  |
| António Joaquim Tavares Ferro                                       |          | 17. Juni 1950 – 6. Mai 1954            | bereits seit dem 7. November 1949 Chef der Legation                                                |
| José Luís Archer                                                    |          | 13. Juli 1954 – 5. Juli 1959           | bereits seit dem 21. Juni 1954 Chef der Legation                                                   |
| José Luís Archer                                                    |          | 10. Juli 1959 – 3. August 1960         | ab 1959 vollwertige Botschaft Portugals in Bern                                                    |
| Rui da Fonseca e Sousa Camões Teixeira Guerra                       |          | 26. September 1960 – 7. Juli 1967      | |
| Carlos Alberto Empis Wemans                                         |          | 1967 – 11. Februar 1968                | vorübergehend geschäftsführender Botschafter bis 11. Februar 1968                                  |
| Abílio Andrade Pinto de Lemos                                       |          | 29. Februar 1968 – 1. April 1970       | |
| Fernando Delfim Maria Lopes Vieira                                  |          | 1970 – 30. Oktober 1970                | vorübergehend geschäftsführender Botschafter bis 30. Oktober 1970                                  |
| Eduardo Manuel Fernandes Bugalho                                    |          | 13. November 1970– 27. Februar 1981    | bereits seit dem 15. Oktober 1970 Chef der Botschaft                                               |
| Francisco Paulo Mendes da Luz                                       |          | 26. Juni 1981 – 25. August 1985        | bereits seit dem 11. Juni 1981 Chef der Botschaft                                                  |
| Manuel Nataniel de Carvalho Costa                                   |          | 31. Oktober 1985 – 30. Mai 1989        | in Portugal als Hochschullehrer und Literat bekannt                                                |
| Octávio Neto Valério                                                |          | 28. September 1989– 31. Januar 1993    | bereits seit dem 14. August 1989 Chef der Botschaft; erster Botschafter Portugals in Liechtenstein |
| Francisco António Borges Grainha do Vale                            |          | 11. November 1992 – 23. April 1997     | |
| Pedro Paulo de Morais Alves Machado                                 |          | 23. Mai 1997 – 30. August 2001         | bereits seit dem 20. Mai 1997 Chef der Botschaft                                                   |
| Rui Manuel Pereira Goulart de Ávila                                 |          | 30. November 2001– 28. September 2002  | bereits seit dem 1. Februar 2001 Chef der Botschaft                                                |
| Manuel Henrique de Mello e Castro de Mendonça Corte-Real            |          | 20. November 2002– 28. Oktober 2005    | |
| Eurico Jorge Henriques Paes                                         |          | 26. September 2005– 28. Juni 2010      | |
| José Manuel de Carvalho Lameiras                                    |          | 21. Juli 2010 – 26. November 2011      | |
| João Nugent Ramos Pinto                                             |          | 26. Juni 2012– 10. September 2014      | bereits seit dem 6. April 2011 Chef der Botschaft                                                  |
| Paulo Tiago Fernandes Jerónimo da Silva                             |          | 11. November 2014 –30. November 2017   | bereits seit 9. September 2014 Chef der Botschaft                                                  |
| António Manuel Ricoca Freire                                        |          | seit dem 16. Januar 2018               | bereits seit dem 4. Dezember 2017 Chef der Botschaft                                               |